# حسن آخوندپور
حسن آخوندپور (زاده ۱ دی ۱۳۶۰ در مشهد) کارگردان، فیلم‌نامه‌نویس و تهیه‌کننده اهل ایران است.

## زندگی‌نامه
غلام‌حسن آخوندپور متولد (۱۳۶۰ در مشهد) است. ۱۱ ساله بود که برای اولین بار روی صحنه تئاتر رفت. نخستین فیلم کوتاه خود را در ۱۶ سالگی ساخت. در ۲۶ سالگی شرکت تولید فیلم خود در مشهد را ره‌اندازی کرد و شروع به تولید فیلم کرد. اولین سریال تلویزیونی خود، «زیر سقف آرزو» را در سال ۱۳۸۶ تهیه کرد و پس از آن «روشنا» ، «ترانه پائیزی» ، «زیبا» ، «آغاز» ، «تلخ و شیرین» و «به رنگ باران» را تولید کرد. در سال ۱۳۹۰ با کارگردانی «شهری که هرگز نمی‌خوابد» پا به دنیای کارگردانی گذاشت اما ۵ سال بعد با ساخت فرشته دختر احمد و فیلم کوتاه باهر پا را فراتر از مرزهای ایران گذاشت. الهه شه‌پرست، بازیگر نقش اول فیلم فرشته دختر احمد در جشنواره بین‌المللی فیلم ماربیااسپانیا کاندیدای جایزه بهترین بازیگر شد. و فیلم کوتاه باهر که موفق به حضور در بخش کرنر فستیوال کن شده بود  با حضور در جشنواره فیلم‌های ایرانی - سان‌فرانسیسکو توانست جوایز بهترین فیلم و بهترین کارگردانی را برای حسن آخوندپور و بهترین بازیگر زن برای محیا دهقانی را از آن خود کند. او همچنین سریال تاریخی عشق کوفی را در سال ۱۴۰۱ به سفارش سازمان هنری اوج ساخت. سریال عشق کوفی در محرم و صفر سال ۱۴۰۲ از شبکه سه سیما پخش شد که با اقبال خوبی روبرو شد.